# آندره‌آ برانزی
آندره‌آ برانزی (به ایتالیایی: Andrea Branzi)؛ (زادهٔ ۳۰ نوامبر ۱۹۳۸ میلادی) معمار و طراح ایتالیایی متولد فلورانس است. او در حال حاضر در میلان زندگی و کار می‌کند و تا سال ۲۰۰۹ میلادی استاد و رئیس دانشکدۀ طراحی داخلی دانشگاه پلی‌تکنیک میلان بود.

## تحصیلات و پیشینه
برانزی که به عنوان معمار در دانشکده معماری فلورانس تحصیل کرد، مدرک خود را در سال ۱۹۶۶ میلادی دریافت کرد و آرکیزوم آسوچاتی را با جیلبرتو کورتی، پائولو دگانلو، ماسیمو موروتسی در سال ۱۹۶۶ میلادی در فلورانس تأسیس کرد، جایی که آن‌ها شهر بدون-توقف را توسعه دادند. در سال ۱۹۷۶ میلادی استودیو آلکیمیا را تأسیس کرد و در دهۀ ۱۹۸۰ میلادی شروع به همکاری با گروه ممفیس کرد. برانزی همچنین به عنوان مدیر فرهنگی آکادمی دوموس، اولین مدرسۀ طراحی تحصیلات تکمیلی ایتالیا، برای ده سال اول آن فعالیت داشت. آثار طراحی او در مجموعه‌های دائمی مانند مرکز ژرژ پمپیدو، پاریس گنجانده شده‌ است. موزۀ هنر متروپولیتن، نیویورک؛ موزۀ هنرهای زیبا هیوستون، هیوستون؛ موزۀ هنر مدرن، نیویورک؛ موزۀ ویکتوریا و آلبرت، لندن؛ موزۀ طراحی ویترا، ویل آم راین، و غیره.

## جوایز و افتخارات
در سال ۱۹۷۹ میلادی، آندره‌آ برانزی جایزۀ معتبر طراحی صنعتی ایتالیاییِ پرگار طلا را دریافت کرد.
در سال ۲۰۰۵ میلادی، برانزی دومین جایزۀ پرگار طلا خود را دریافت کرد.
در سال ۲۰۰۸ میلادی، او توسط انجمن سلطنتی برای تشویق هنر، تولید و تجارت (آراس‌ای) در بریتانیا به عنوان طراح افتخاری سلطنتی برای صنعت انتخاب شد.
در ۱۵ اکتبر ۲۰۱۸ میلادی، جوایز رولف شاک توسط آکادمی سلطنتی هنرهای زیبای سوئد به او اهدا شد.